# Mariano Hood
Mariano Hood (* 14. August 1973 in Buenos Aires) ist ein ehemaliger argentinischer Tennisspieler.

## Leben und Karriere
Hood war in seiner Karriere vor allem auf das Doppel spezialisiert. Er konnte 13 ATP-Titel gewinnen, hauptsächlich an der Seite seiner Landsleute Lucas Arnold Ker und Sebastián Prieto. Am 27. Oktober 2003 erreichte er mit Rang 20 seine beste Platzierung in der Doppel-Weltrangliste.
Besonderes Aufsehen erregte Hood im Jahr 2005, nachdem er bei den French Open das Viertelfinale erreicht hatte: Ihm wurde die Einnahme von Finasterid nachgewiesen, das zwar nicht leistungssteigernd wirkt, allerdings den Nachweis leistungssteigernder Mittel wie Anabolika erschwert. Die ITF sperrte Hood, der daraufhin seine Karriere zunächst beenden wollte. 2008 startete er sein Comeback und machte sein letztes Spiel im Jahr 2009.

## Erfolge
| Legende (Anzahl der Siege)  |
| Grand Slam                  |
| ATP World Tour Finals       |
| ATP World Tour Masters 1000 |
| ATP World Tour 500          |
| ATP World Tour 250 (13)     |
| ATP Challenger Tour (21)    |

### Doppel

#### Turniersiege

##### ATP World Tour
| Nr. | Datum              | Turnier               | Belag | Partner               | Finalgegner                          | Ergebnis        |
| --- | ------------------ | --------------------- | ----- | --------------------- | ------------------------------------ | --------------- |
| 01. | 15. November 1998  | Santiago de Chile (1) | Sand  | Sebastián Prieto      | Massimo Bertolini Devin Bowen        | 6:3, 6:2        |
| 02. | 15. August 1999    | San Marino            | Sand  | Lucas Arnold Ker      | Petr Pála Pavel Vízner               | 6:3, 6:2        |
| 03. | 10. Oktober 1999   | Palermo (1)           | Sand  | Sebastián Prieto      | Lan Bale Alberto Martín              | 6:5, 6:1        |
| 04. | 4. Februar 2001    | Bogotá                | Sand  | Sebastián Prieto      | Martín Rodríguez André Sá            | 6:2, 6:4        |
| 05. | 16. Februar 2003   | Viña del Mar (2)      | Sand  | Agustín Calleri       | František Čermák Leoš Friedl         | 6:3, 1:6, 6:4   |
| 06. | 23. Februar 2003   | Buenos Aires (1)      | Sand  | Sebastián Prieto      | Lucas Arnold Ker David Nalbandian    | 6:2, 6:2        |
| 07. | 4. Mai 2003        | Valencia              | Sand  | Lucas Arnold Ker      | Brian MacPhie Nenad Zimonjić         | 6:1, 6:77, 6:4  |
| 08. | 28. September 2003 | Palermo (2)           | Sand  | Lucas Arnold Ker      | František Čermák Leoš Friedl         | 7:66, 6:73, 6:4 |
| 09. | 22. Februar 2004   | Buenos Aires (2)      | Sand  | Lucas Arnold Ker      | Federico Browne Diego Veronelli      | 7:5, 6:72, 6:4  |
| 10. | 23. Mai 2004       | St. Pölten            | Sand  | Petr Pála             | Tomáš Cibulec Leoš Friedl            | 3:6, 7:5, 6:4   |
| 11. | 19. September 2004 | Bukarest              | Sand  | Lucas Arnold Ker      | José Acasuso Óscar Hernández         | 7:65, 6:1       |
| 12. | 3. Oktober 2004    | Palermo (3)           | Sand  | Lucas Arnold Ker      | Gastón Etlis Martín Rodríguez        | 7:5, 6:2        |
| 13. | 2. Oktober 2005    | Palermo (4)           | Sand  | Martín Alberto García | Mariusz Fyrstenberg Marcin Matkowski | 6:2, 6:3        |

##### ATP Challenger Tour
| Nr. | Datum              | Turnier           | Belag     | Partner                | Finalgegner                            | Ergebnis          |
| --- | ------------------ | ----------------- | --------- | ---------------------- | -------------------------------------- | ----------------- |
| 01. | 2. August 1997     | Meran             | Sand      | Sebastián Prieto       | Cristian Brandi Filippo Messori        | 6:1, 4:6, 7:6     |
| 02. | 30. August 1997    | Santa Cruz        | Sand      | Sebastián Prieto       | Egberto Caldas Adriano Ferreira        | 7:6, 4:6, 6:3     |
| 03. | 11. Oktober 1997   | Lima              | Sand      | Sebastián Prieto       | Kris Goossens Jimy Szymanski           | 6:2, 6:1          |
| 04. | 13. Dezember 1997  | Santiago de Chile | Sand      | Sebastián Prieto       | Diego del Río Mariano Puerta           | 7:5, 6:1          |
| 05. | 18. April 1998     | Nizza             | Sand      | Devin Bowen            | Mariano Puerta André Sá                | 7:5, 3:6, 6:4     |
| 06. | 13. März 1999      | Salinas           | Hartplatz | Sebastián Prieto       | Lucas Arnold Ker Daniel Orsanic        | 6:2, 7:6          |
| 07. | 12. Juni 1999      | Maia              | Sand      | Sebastián Prieto       | Emanuel Couto Bernardo Mota            | 6:2, 6:0          |
| 08. | 28. Oktober 2000   | São Paulo (1)     | Sand      | Sebastián Prieto       | Tomas Behrend Germán Puentes           | 6:3, 7:66         |
| 09. | 12. Mai 2002       | Ljubljana (1)     | Sand      | Edgardo Massa          | Luis Horna Sebastián Prieto            | 7:5, 6:1          |
| 10. | 23. Juni 2002      | Braunschweig      | Sand      | Luis Horna             | František Čermák Petr Luxa             | 3:6, 6:3, 6:1     |
| 11. | 4. Oktober 2002    | Sevilla           | Sand      | Luis Horna             | Álex López Morón Albert Portas         | 4:6, 6:1, 6:4     |
| 12. | 12. Oktober 2002   | Barcelona         | Sand      | Emilio Benfele Álvarez | Karsten Braasch Peter Nyborg           | 7:5, 6:3          |
| 13. | 3. November 2002   | São Paulo (2)     | Sand      | Sebastián Prieto       | Luis Horna Sergio Roitman              | 6:3, 6:4          |
| 14. | 17. Mai 2003       | Zagreb            | Sand      | Lucas Arnold Ker       | Simon Aspelin Todd Perry               | 6:1, 6:3          |
| 15. | 6. Juli 2003       | Košice            | Sand      | Lucas Arnold Ker       | Salvador Navarro Rubén Ramírez Hidalgo | 2:1 aufgg.        |
| 16. | 25. September 2004 | Stettin           | Sand      | Lucas Arnold Ker       | Óscar Hernández Alberto Martín         | 6:0, 6:4          |
| 17. | 1. März 2008       | Santiago de Chile | Sand      | Eduardo Schwank        | Brian Dabul Jean-Julien Rojer          | 6:3, 6:3          |
| 18. | 19. April 2008     | Chiasso           | Sand      | Alberto Martín         | Fabio Colangelo Marco Crugnola         | 4:6, 7:64, [11:9] |
| 19. | 10. Mai 2008       | Rabat             | Sand      | Guillermo García López | Marc Fornell Mestres Caio Zampieri     | 6:3, 6:2          |
| 20. | 30. August 2008    | Como              | Sand      | Alberto Martín         | Guillermo Hormazábal Antonio Veić      | 6:1, 6:4          |
| 21. | 13. September 2008 | Ljubljana (2)     | Hartplatz | Juan Pablo Brzezicki   | Rameez Junaid Philipp Marx             | 7:5, 7:64         |

#### Finalteilnahmen
| Nr. | Datum              | Turnier        | Belag   | Partner          | Finalgegner                        | Ergebnis       |
| --- | ------------------ | -------------- | ------- | ---------------- | ---------------------------------- | -------------- |
| 01. | 11. August 1996    | San Marino (1) | Sand    | Sebastián Prieto | Pablo Albano Lucas Arnold Ker      | 1:6, 3:6       |
| 02. | 16. August 1998    | San Marino (2) | Sand    | Sebastián Prieto | Jiří Novák David Rikl              | 4:6, 6:76      |
| 03. | 17. September 2000 | Bukarest       | Sand    | Devin Bowen      | Alberto Martín Eyal Ran            | 6:74, 1:6      |
| 04. | 18. Februar 2001   | Viña del Mar   | Sand    | Sebastián Prieto | Lucas Arnold Ker Tomás Carbonell   | 4:6, 6:2, 3:6  |
| 05. | 25. Februar 2001   | Buenos Aires   | Sand    | Sebastián Prieto | Lucas Arnold Ker Tomás Carbonell   | 7:5, 5:7, 6:75 |
| 06. | 13. April 2003     | Estoril        | Sand    | Lucas Arnold Ker | Mahesh Bhupathi Maks Mirny         | 1:6, 2:6       |
| 07. | 13. Juli 2003      | Båstad         | Sand    | Lucas Arnold Ker | Simon Aspelin Massimo Bertolini    | 7:63, 0:6, 4:6 |
| 08. | 26. Oktober 2003   | Basel (1)      | Teppich | Lucas Arnold Ker | Mark Knowles Daniel Nestor         | 4:6, 2:6       |
| 09. | 2. Mai 2004        | Barcelona      | Sand    | Sebastián Prieto | Mark Knowles Daniel Nestor         | 6:4, 3:6, 4:6  |
| 10. | 31. Oktober 2004   | Basel (2)      | Teppich | Lucas Arnold Ker | Bob Bryan Mike Bryan               | 6:711, 2:6     |
| 11. | 10. April 2005     | Valencia       | Sand    | Lucas Arnold Ker | Fernando González Martín Rodríguez | 4:6, 4:6       |
| 12. | 22. Mai 2005       | St. Pölten     | Sand    | Martin Damm      | Lucas Arnold Ker Paul Hanley       | 3:6, 4:6       |
| 13. | 24. Juli 2005      | Stuttgart      | Sand    | Tommy Robredo    | José Acasuso Sebastián Prieto      | 6:74, 3:6      |